# Schulen der Stadt Perg

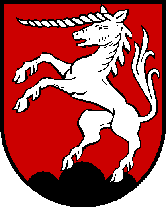
Wappen der Stadt Perg

Die Stadt Perg im Unteren Mühlviertel hat sich, wie eine Reihe anderer Bezirksstädte in Oberösterreich, erst im 20. Jahrhundert zu einer Schulstadt, einem Schul- und Ausbildungszentrum, mit überregionaler Bedeutung entwickelt.

## Der Beginn des Schulwesens
Einiges über die Geschichte der Schule in Pergkirchen enthält der Hauptartikel Pergkirchen.
Schulen im heutigen Gemeindegebiet von Perg bestanden wahrscheinlich bereits früher, jedoch wurde erst 1542 in der Pfarrchronik von Perg ein Schulmeister und 1553 im Pergkirchner Pfarrurbar eine Schule samt den dazugehörigen Liegenschaften im Dorf Pergkirchen erstmals urkundlich erwähnt. Bis zur Einführung der Unterrichtspflicht hatte der Unterricht privaten Charakter.
Den spärlichen Eintragungen in der Pfarrchronik der Pfarre Perg ist zu entnehmen, dass fallweise Geld für den Schulmeister gestiftet wurde, ihm eine Schulmeisterbesoldung zustand, er Grundstücke zum Gebrauch erhielt, er Anspruch auf Naturalien für den Gesang bei Hochzeiten hatte und ihm für die Unterrichtung der Kinder pro Kind Schulgeld zu bezahlen war.
Die Perger Schulmeister der damaligen Zeit waren auch meist die Organisten in der Pfarrkirche Perg.
Während der protestantischen Zeit waren in Perg (ca. 1570 bis 1624) an Stelle von Schulmeistern Prädikanten tätig. Einer der Schüler war der in Perg aufgewachsene Thomas Lansius, der später Professor am Collegium Illustre in Tübingen wurde.

## Einführung der Unterrichtspflicht
Die Unterrichtspflicht wurde von Maria Theresia 1774 in Österreich und in den Kronländern generell eingeführt. Bereits 1777 ist der Verkauf eines alten Schulhauses dokumentiert.
Nach den Franzosenkriegen unterrichtete ein Kriegsveteran die männliche Jugend in einem Haus bei Zeitling und in Perg am Hauptplatz (Kollross-Haus Nr. 104, heute Bahnhofstraße 1) an Sonntagnachmittagen in Lesen, Schreiben und Rechnen. Später wurde im Mitterlehnerhaus (Markt Nr. 102, heute Hauptplatz 17) unterrichtet.
Einer Abrechnung eines Schulmeisters aus der Zeit um 1830 zeigt, dass dieser Einnahmen aus dem Schulfonds, dem Organistendienst, dem Mesnerdienst, aus dem Kirchenvermögen, aus Stolagebühren, von Stiftungen und sonstigen Quellen hat. Davon musste er allerdings seine Gehilfen zahlen und verköstigen, die Schulreinigung veranlassen, den Orgelaufzieher, die Mesneraushilfe und die Sammler bezahlen. Einnahmen von 576 Gulden standen Ausgaben von 199 Gulden gegenüber, sodass ihm 377 Gulden verblieben.
1830 wurde von den Bürgern des Marktes in der Lebinger Straße 2 (früher Rathausgasse 13) ein Schulgebäude errichtet. Bereits im ersten Schuljahr stürzte der Plafonds ein, glücklicherweise nach Unterrichtsschluss, sodass niemand verletzt wurde. Da das Gebäude feuersicher gedeckt war, wurde es beim Brand 1875 verschont. Zunächst bestand nur eine Klasse. 1832 wurde die Schule zwei-, ab 1871 drei- und ab 1872 vierklassig. Die Unterbringung der Schulklassen erfolgte teilweise außerhalb des zwei Klassen fassenden Schulhauses im Gasthaus Weichselbaumer am Hauptplatz 16 und in der Schoberstraße 4 (früher Badgasse 41). Insgesamt war die Unterbringung der Schulklassen sehr unzulänglich.

## Die Volksschule in der Linzer Straße

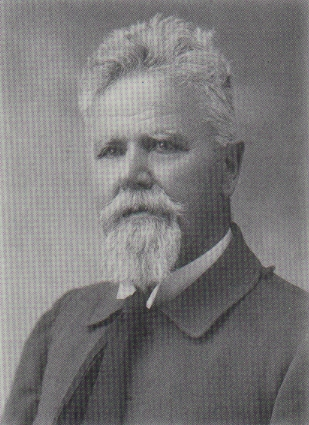
SR Johann Stöckler, Perger Ehrenbürger, VS-Direktor (1891–1921), langjährig Vizebürgermeister und Mitglied des Gemeindeausschusses, Gründungsmitglied des ÖTB Turnvereines Perg 1897

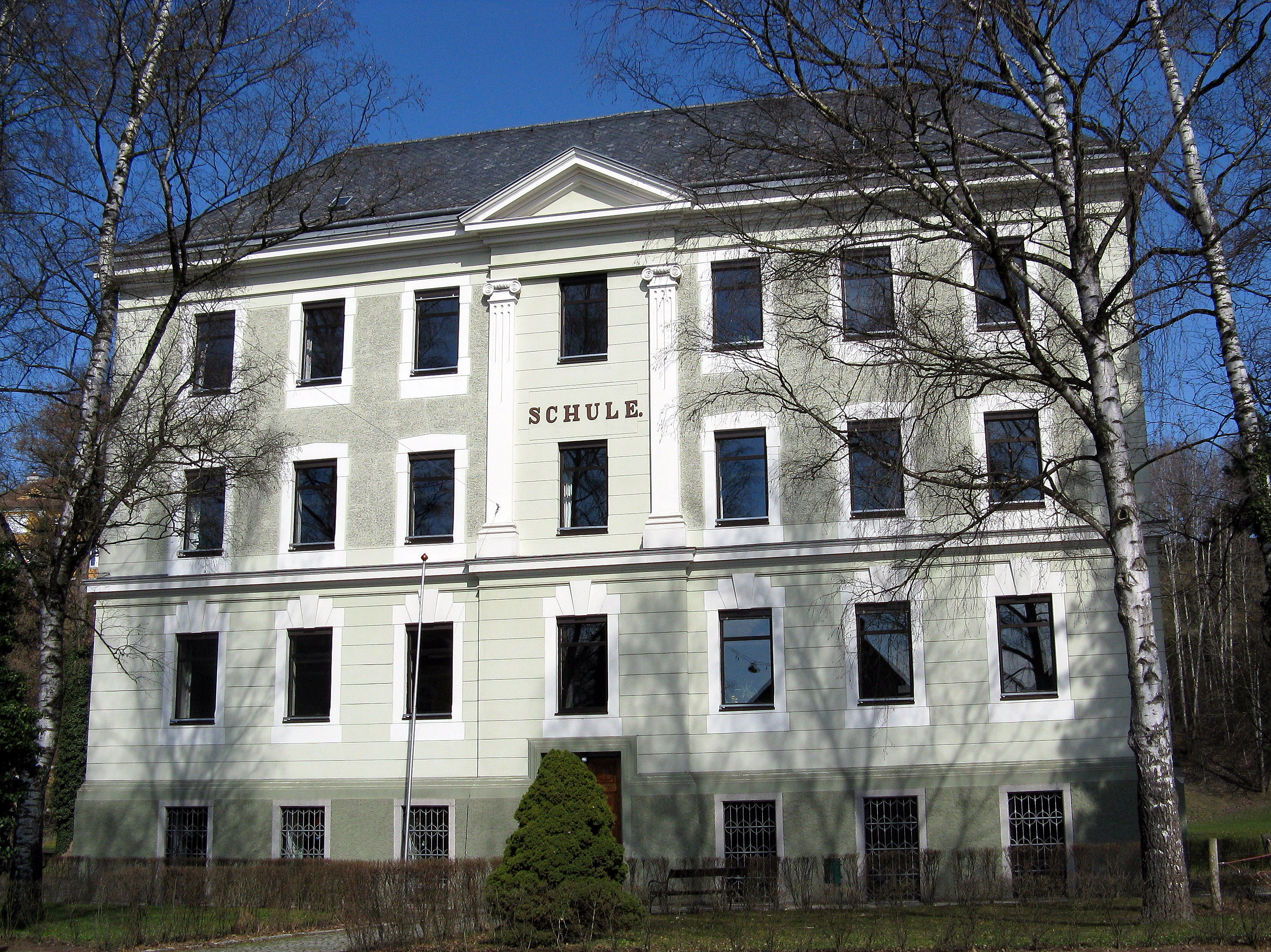
Alte Volksschule, ältestes Schulgebäude in Perg, das noch als solches benützt wird

Der Gemeindeausschuss entschloss sich daher gegen Ende des 19. Jahrhunderts, ein neues Schulhaus in der Linzer Straße zu bauen. Der Plan stammte von Architekt Raimund Jeblinger, Linz, der auch die Perger Kleinkinderbewahranstalt und das Haus Dirnberger in Perg entworfen hat. Vor dem Baubeginn musste die Grundfrage geklärt und der benachbarte Friedhof aufgelassen werden.
Das neue Volksschulgebäude konnte im Herbst 1893 seiner Bestimmung übergeben werden und enthielt sechs Klassenräume, einen Turnsaal und drei Wohnungen für Lehrerfamilien. Die Klassenräume waren jeweils 10 Meter lang, 7 Meter breit und 3½ Meter hoch. Zur damaligen Zeit galt die neue Volksschule als schönste im Bezirk und erhielt auch einen Kinderspiel- und Turnplatz sowie einen mit einem gediegenen Eisengitter abgeschlossenen prächtigen Park. Das gesamte Areal war 80 Ar und 92 Quadratmeter groß. Das bisherige Schulgebäude in der Rathausgasse kam als Warmbad in Verwendung.
Erster Leiter der neuen Schule war Schulrat Johann Stöckler (* 1856 in Wels; † 1941 in Perg) von 1891 bis 1921. Es folgten August Grohmann (* 1872 in Wien; † 1931 in Perg) und ab 1932 Konrad Eibensteiner (* 1886 in Pabnaukirchen; † 1956 in Perg).
Volksschuldirektoren nach 1945:
- Konrad Eibensteiner (1945 bis 1947)[1]
- Maria Reumann (1947 bis 1950)[2]
- Friedrich Heigelmayer (1950 bis 1963)
- Anton Plass (1963 bis 1966)
- Maria Reumann (1966 bis 1968)

Dieses Gebäude diente in Perg 75 Jahre, bis 1968, als Volksschule und ist heute nach einer gründlichen Sanierung als Nebengebäude der Hauptschule 1 weiterhin für Unterrichtszwecke in Verwendung. Dazwischen diente es auch zeitweilig der Musikschule, der Berufsschule und den meisten Perger höheren Schulen in ihrer Anfangsphase. Das im Eigentum der Stadtgemeinde Perg stehende Gebäude ist das einzige Perger Schulgebäude, das unter Denkmalschutz steht (seit 2005).
Der großzügige Park bot immer wieder Kulisse für Kinderfeste, beispielsweise 1952 des Perger Kindergartens. Ab 1977 fanden dort jahrzehntelang alljährlich zu Beginn der Sommerferien die überregional bekannten Mühlviertler Kinderspiele (Mükis), ein in Oberösterreich einzigartiges Kinderkulturfest, statt.

## Die Volksschule in der Mozartstraße
Das neu errichtete Volksschulgebäude in der Mozartstraße 6 wurde am 13. Oktober 1968 eröffnete und beherbergte zeitweilig auch Klassen der Hauptschule II, der Polytechnischen Schule sowie einer Expositur der Sonderschule. Weiters sind Räume für einen Schülerhort sowie eine Wohnung für den Schulwart vorhanden.
Volksschuldirektoren im neuen Schulgebäude:
- Maria Reumann (1968 bis 1972)
- Hans Bannert (1972 bis 1983)
- Gertrude Lehner (1983 bis 1989)
- Wolfgang Renner (1989 bis 2001)
- Elisabeth Löger (2001 bis 2018)
- Ursula Puchberger (seit 2018)

2005 und 2006 wurde das Volksschulgebäude gründlich saniert. Fenster und Türen wurden ausgetauscht und die Fassade bunt gestaltet. Eine großzügige Aula, ein neuer Pausen-Innenhof und eine Bibliothek wurden eingerichtet.
2008 wurden nach eigenen Angaben der Schule in zwei Vorschulklassen, 7 Regel-Volksschulklassen, 4 Integrationsklassen, zwei „EVA“-Klassen mit integrierter Nachmittagsbetreuung und 2 Förderklassen insgesamt 311 Schüler von 38 Lehrern und Lehrerinnen unterrichtet.

## Mittelschule Perg Stadtzentrum

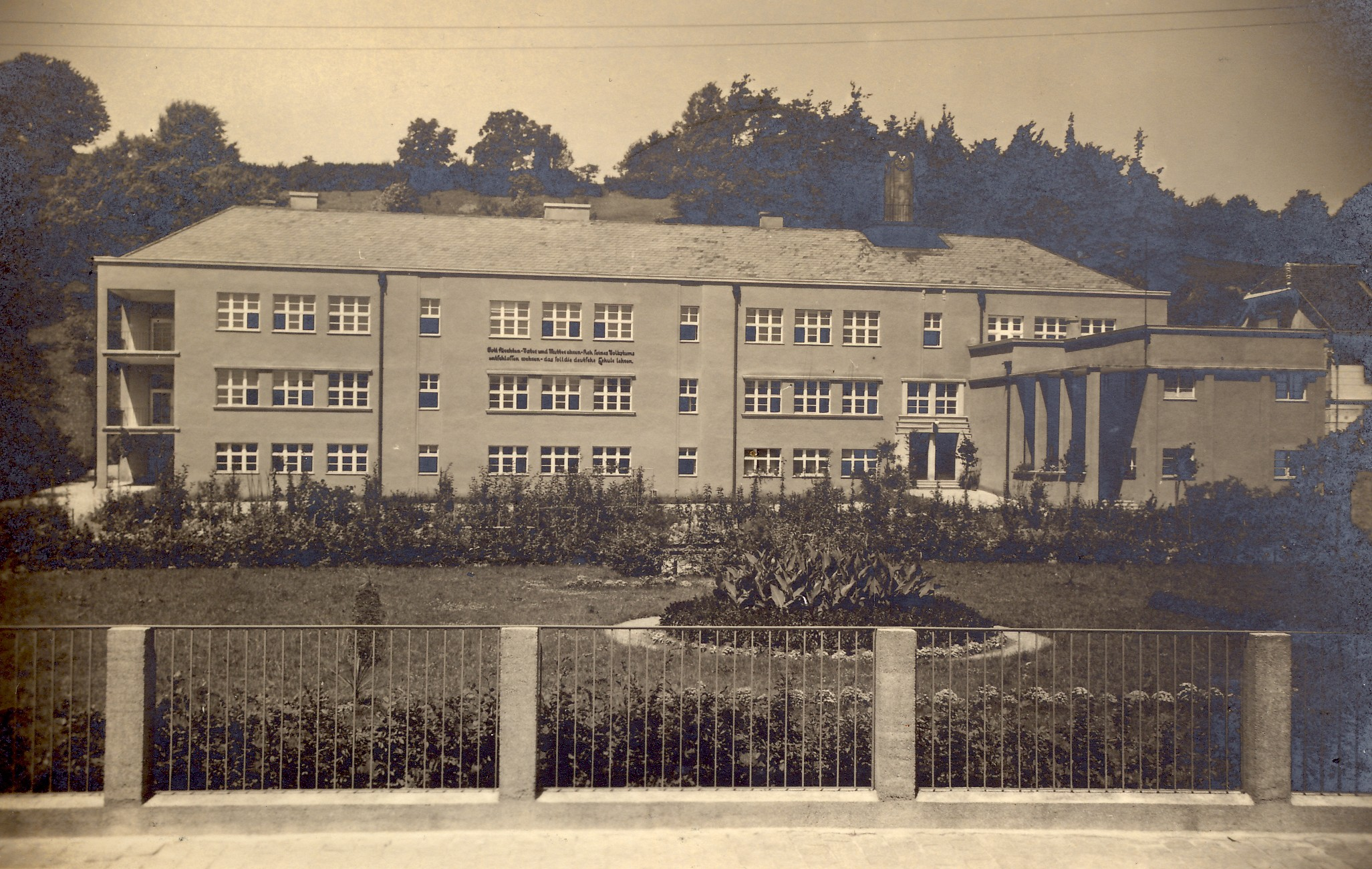
Hauptschule Perg 1931

Bereits vor dem Ersten Weltkrieg war man bestrebt, eine Bürgerschule zu bekommen. Ein diesbezüglicher Antrag wurde jedoch 1909 von der oberösterreichischen Landesregierung abgelehnt.
Die Anzahl der Privatbürgerschüler und -schülerinnen nahm ständig zu, obwohl diese ihre Prüfungen in Linz, Urfahr, Steyr und Freistadt ablegen mussten. Aber erst im Jahre 1920 wurde vorerst im 1. Stock des Gasthauses Seyr mit dem Unterricht begonnen. Als provisorischer Leiter wurde Friedrich Walser berufen, der die Schule schließlich bis 1945 leitete.
Die 3-jährige Bürgerschule wurde vor allem von begabten Knaben besucht. Für Mädchen war eine eigene Bewilligung erforderlich. Die Schülerzahl nahm beträchtliche Ausmaße an, weil viele Eltern aus den umliegenden Orten ihre Kinder nach Perg in die Bürgerschule schickten.
1929 konnte die jetzt 4-jährige Hauptschule, wie diese auf Grund eines neuen Gesetzes nunmehr hieß, das eigene, von Architekt Mauriz Balzarek entworfene und von den Baumeistern Wögerbauer und Simader errichtete Gebäude in der Linzer Straße beziehen. Neben dem Hauptschulbetrieb wurde an zwei Tagen auch eine Fortbildungsschule für Lehrlinge in den neuen Räumlichkeiten untergebracht. Die Schule verfügte über einen großen Turnsaal, Zeichensaal, Physiksaal, Schulküche, Schulbad, Handfertigkeitszimmer. Zentralheizung und Wasserleitung waren vorhanden. Die Schule besaß weiters zwei Turn- und Spielplätze.
Die Schulleiter nach 1945 waren Wilhelm Förster (1945 bis 1952), Richard Seidl (zunächst provisorisch 1952/53 und offiziell bestellt von 1955 bis 1970), Emanuel Zika (1953 bis 1955), Elfriede Karlinger (1970 provisorisch), Viktor Topitz (1971 bis 1987), Josef Buchberger (1988 bis 1999), Waltraud Peilberger (provisorisch 1999 bis 2000), Franz Moser (2000 bis 2011) Hubert Kammerhuber (2011 bis 2018) und Judith Valtl (seit 2018).
1975 wurde das Gebäude der seit 1973 so bezeichneten Hauptschule 1 unter Hauptschuldirektor Viktor Topitz saniert, wobei allerdings auf die Beibehaltung Stilmerkmale des 1929 errichteten Gebäudes weitgehend verzichtet wurde. Bei einer in den Folgejahren vorgesehenen Erweiterung des Schulgebäudes einschließlich Verbindungsbau zum Nebengebäude soll die Fassade des Hauptgebäudes im Sinne von Balzarek wiederhergestellt werden.
Die Umwandlung in eine Neue Mittelschule erfolgte ab dem Schuljahr 2012/13. Im Jahr 2013/14 wurde ein Zubau zwischen den beiden bereits bestehenden Gebäuden errichtet, wo im Erdgeschoß ein 405 Quadratmeter großer Turnsaal, eine Pausenhalle sowie die Schulküche und im Obergeschoß die Direktion, ein Zeichensaal, ein Physiksaal, ein Musikzimmer, ein EDV-Raum sowie ein Gruppenraum untergebracht sind. Ein Großteil der Unterrichtsräume wurde mit Smart-Boards ausgestattet.

## Mittelschule Perg Schulzentrum
In den 1970er-Jahren ergab sich die Notwendigkeit, in Perg eine zweite Hauptschule einzurichten. Diese nahm im Schuljahr 1973/74 den Unterricht mit 5 Klassen in Räumen der Volksschule in der Mozartstraße auf. In Duschräumen, Turnsälen, auf Gängen und im Umkleideräumen wurden dann die Kinder im Schuljahr 1974/75 unterrichtet, da die Hauptschule II auf 8 Klassen angewachsen war und Raumnot bestand. Im darauffolgenden Schuljahr fand der Unterricht verteilt in der Hauptschule I, in der Volksschule und in der Handelsakademie statt.
Erst 1976 wurde mit den Bauarbeiten für den Neubau der Hauptschule begonnen und im Dezember des Schuljahres 1977/78 übersiedelten 12 Klassen in das neue Gebäude im Schulzentrum, das jedoch noch nicht über Turnräume verfügte. Erst im Schuljahr 1983/84 konnte der Turnunterricht in der neu errichteten Bezirkssporthalle abgehalten werden. Wegen der ständig steigen Schülerzahl wurde die Schule im Schuljahr 1997/98 um einen Zubau erweitert.
Erster Direktor war Rudolf Dammayr, der jedoch bereits im Schuljahr 1980/81 58-jährig starb. Nach der provisorischen Leitung der Schule durch Werner Moser wurde Alois Angerer 1982 der neue Direktor, gefolgt ab dem Schuljahr 1988/89 von Heinz Kamelreiter. Von 2001 bis 2012 war Friedrich Lindenberger Leiter der Hauptschule 2. Ihm folgte nach einem Provisorium Karl Aistleitner. Im Schuljahr 2008/09 wurden die Schüler von 37 Lehrern unterrichtet. Im Herbst 2017 übernahm Michaela Oberleitner die Leitung der Schule.
Im September 2011 wurde erstmals in Oberösterreich als Unterstufe für die höheren Schulen bzw. Schule der 10- bis 14-jährigen (AHS/HS Niveau) das neue Campus Perg Modell eingeführt.
Seit 2012 besteht eine Schulpartnerschaft mit der Franz-von-Lenbach-Realschule Schrobenhausen im Zuge des Comenius-Projektes Beltscon.

## Die Polytechnische Schule

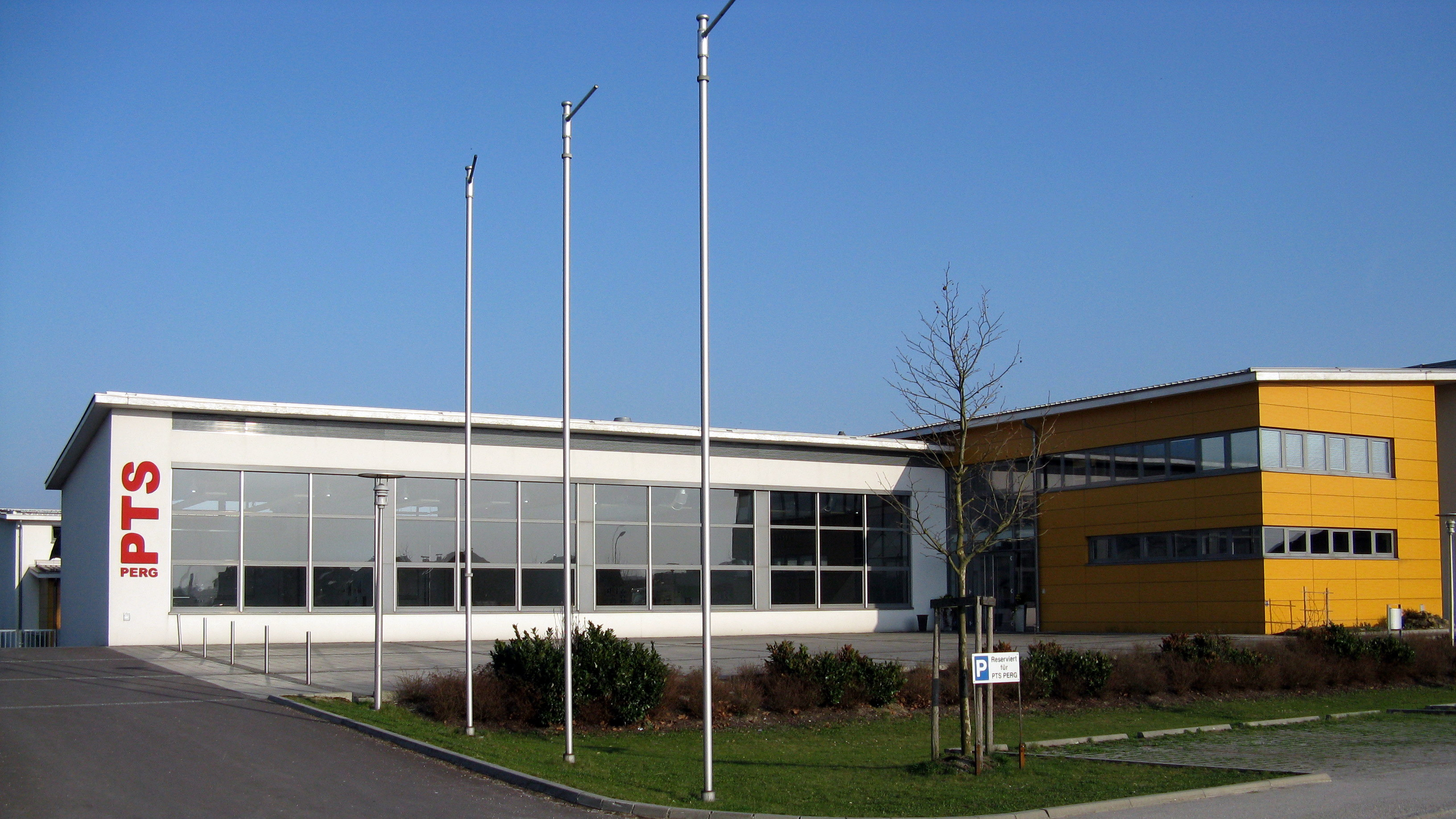
Polytechnische Schule Perg

Siehe Hauptartikel: Polytechnische Schule Perg

## Bundesoberstufenrealgymnasium
Die im Schuljahr 1967 in Perg zunächst im 1. Stock des Gasthauses Seyr eingerichtete und später bis zum Bezug des Neubaus im Schulzentrum 1970 in der ehemaligen Volksschule in der Linzer Straße untergebrachte Expositur des Musisch-Pädagogischen Bundesrealgymnasiums Linz, Honauerstraße, wurde 1971 selbständig.
Seit 1973/74 handelt es sich um ein Bundes-Oberstufenrealgymnasium, in dem sich über die Jahre mehrere Schwerpunkte ausformten. Dem Lehrkörper gehören im Schuljahr 2008/09 47 Lehrer an. 398 Schüler besuchen die Schule. Die Matura kann im musisch-instrumentalen, humanbiologischen oder dem Zweig für Kunst & Medien abgelegt werden.
Erster Direktor war von 1967 bis 1984 Franz Mayrhofer (* Dezember 1919; † 5. März 2012), gefolgt von Gerhard Winkler (1935–2012), Althistoriker, der die Schule bis zu seiner Pensionierung 1996 leitete. 1996 wurde Gert Grün, 2006 Lucia Schneider und 2012 Franz Weigl zum Leiter der Schule bestellt.

## Bundeshandelsakademie und -handelsschule
1970 fasste der Gemeinderat der Stadt Perg den Grundsatzbeschluss für die Einrichtung einer Handelsschule. Zunächst wurde 1971 der Schulbetrieb als Expositur der Bundeshandelsakademie und -handelsschule Linz, Rudigierstraße, im ehemaligen Volksschulgebäude in der Linzer Straße aufgenommen, 1973 folgte die Handelsakademie.
1975 bezog die Schule den Neubau im Schulzentrum bezogen und 1976 wurde die Schule selbständig. Direktoren waren ab 1971 Erich Hoppstädter, ab 1976 Rudolf Kainz, 1982/83 Reinhold Hofstätter, ab 1983 Hermann Hennerbichler, ab 1993 Reiner Maria Strobl, ab 2000 Wolfgang Reisinger und von 2004 bis 2013 Renate Hofstadler. Ab 2012/2013 leitet Gabriela Teubenbacher die Schule.
Das Ausbildungsangebot umfasste im Schuljahr 2008/09 eine dreijährige Handelsschule mit Schwerpunkt Informationstechnologie und E-Business sowie fünfjährige Zweige mit klassischem HAK-Lehrplan bzw. den Schwerpunkten Logistik und Speditionswirtschaft oder Internationale Wirtschaft mit Fremdsprachen und Kultur.
Dem Lehrkörper gehörten 2008 47 Lehrer an, es wurden 483 Schüler unterrichtet.

## Höhere Lehranstalt für wirtschaftliche Berufe

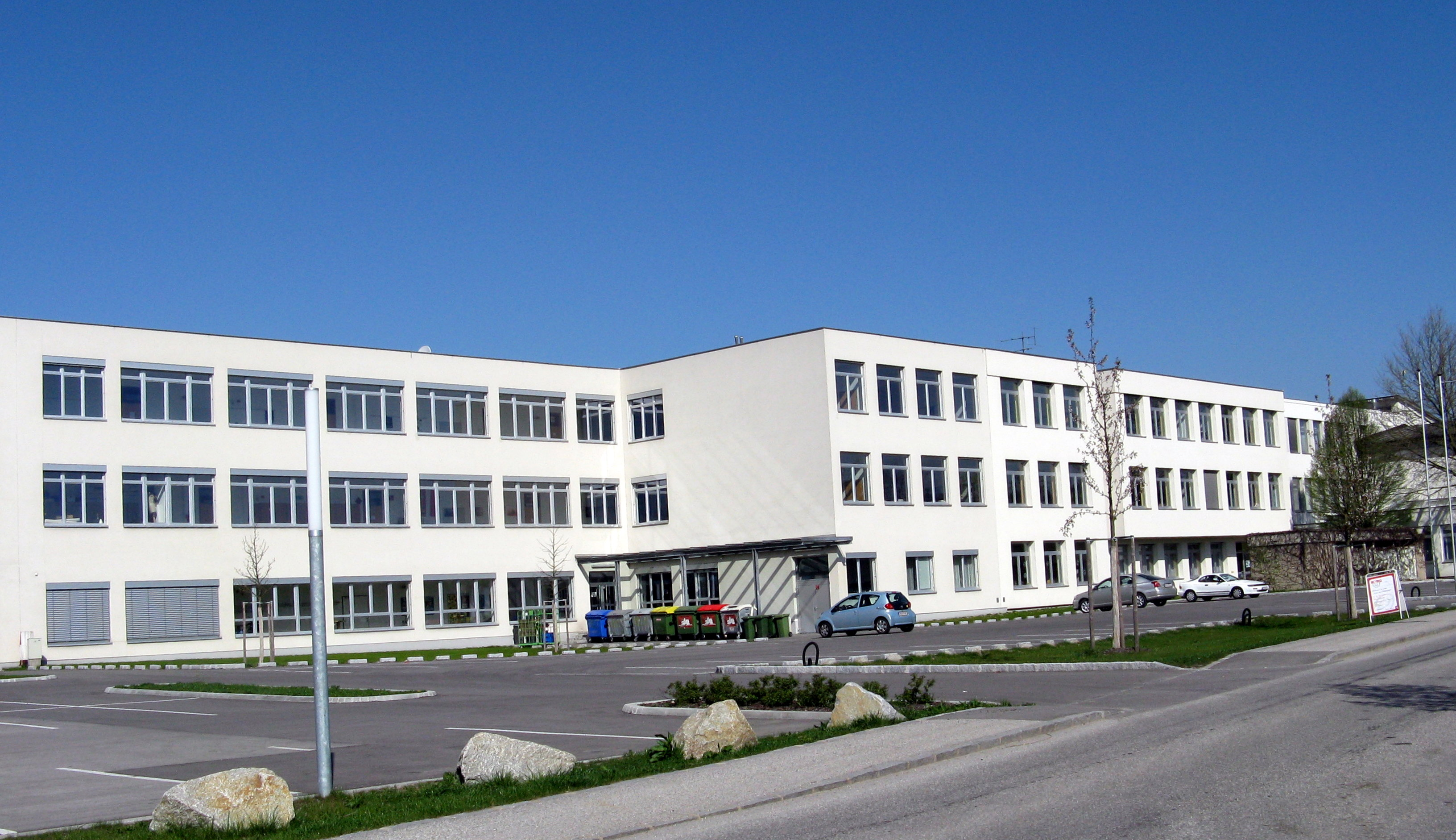
HLW Perg

Die fünfjährige Höhere Lehranstalt für Frauenberufe mit angeschlossener dreijähriger Fachschule begann 1977 als Expositur der Prinz-Eugen-Schule, Linz, in Räumlichkeiten der HAK. Für den Kochunterricht nutzte man die Lehrküchen der Hauptschule II und der Bezirksbauernkammer, der Turnsaal war im Union-Sportplatzes untergebracht, das Schülerinternat stellte die Betriebsküche und einen Klassenraum zur Verfügung.
Der Neubau wurde gemeinsam mit der benachbarten Landesmusikschule 1980 in Betrieb genommen und die Schule damit verselbständigt. Von 1982 bis 1988 fand in der Schule ein Aufbaulehrgang für Absolventinnen der dreijährigen Fachschule statt, wo Schülerinnen aus ganz Österreich unterrichtet wurden. 1989 startete der Schulversuch Ernährungs- und Betriebswirtschaft, der 1993 in den Regelschulbetrieb übernommen wurde.
Erste Leiterin der Schule war Gerlinde Ender. Ab 1995 war Johann Kastner Direktor der Schule, bis er 2015 von Eva Wiltberger-Krasel abgelöst wurde. 2020 wurde Reinhard Furtlehner als neuer Direktor bestellt.
Die Ausbildung erfolgte im Schuljahr 2008/09 in einer dreijährigen Fachschule mit Schwerpunkt Gesundheit und soziales und in fünfjährigen Zweigen mit Maturaabschluss und den Schwerpunkten Ernährung und Betriebswirtschaft oder Gesundheit und Sozialmanagement (seit 2014). 434 Schüler (überwiegend Mädchen) wurden von 49 Lehrern unterrichtet. Sowohl die Anzahl der Schüler als auch der Lehrer ist rückläufig. 2019/120 wurden 323 Schüler (darunter 19 Burschen) von 38 Lehrern unterrichtet.
Die Schule wurde 2002 mit der Errichtung eines Zu- und Neubaus um eine kombinierte Betriebs- und Lehrküche mit betrieblichem Lehrrestaurant, Kreativräumen, EDV-Räumen und einem Musikraum erweitert. 2005 wurde im Zuge der laufenden Sanierung des Schulgebäudes eine gemeinsame Bibliothek mit der HTL Perg (Höhere technische Lehranstalt Perg) eingerichtet.
Seit 2008 werden regelmäßig Erasmus-Projekte durchgeführt, die den Schülern ermöglicht, ein von der EU gefördertes Praktikum an einer Schule in der Europäischen Union zu absolvieren.

## Höhere technische Bundeslehranstalt

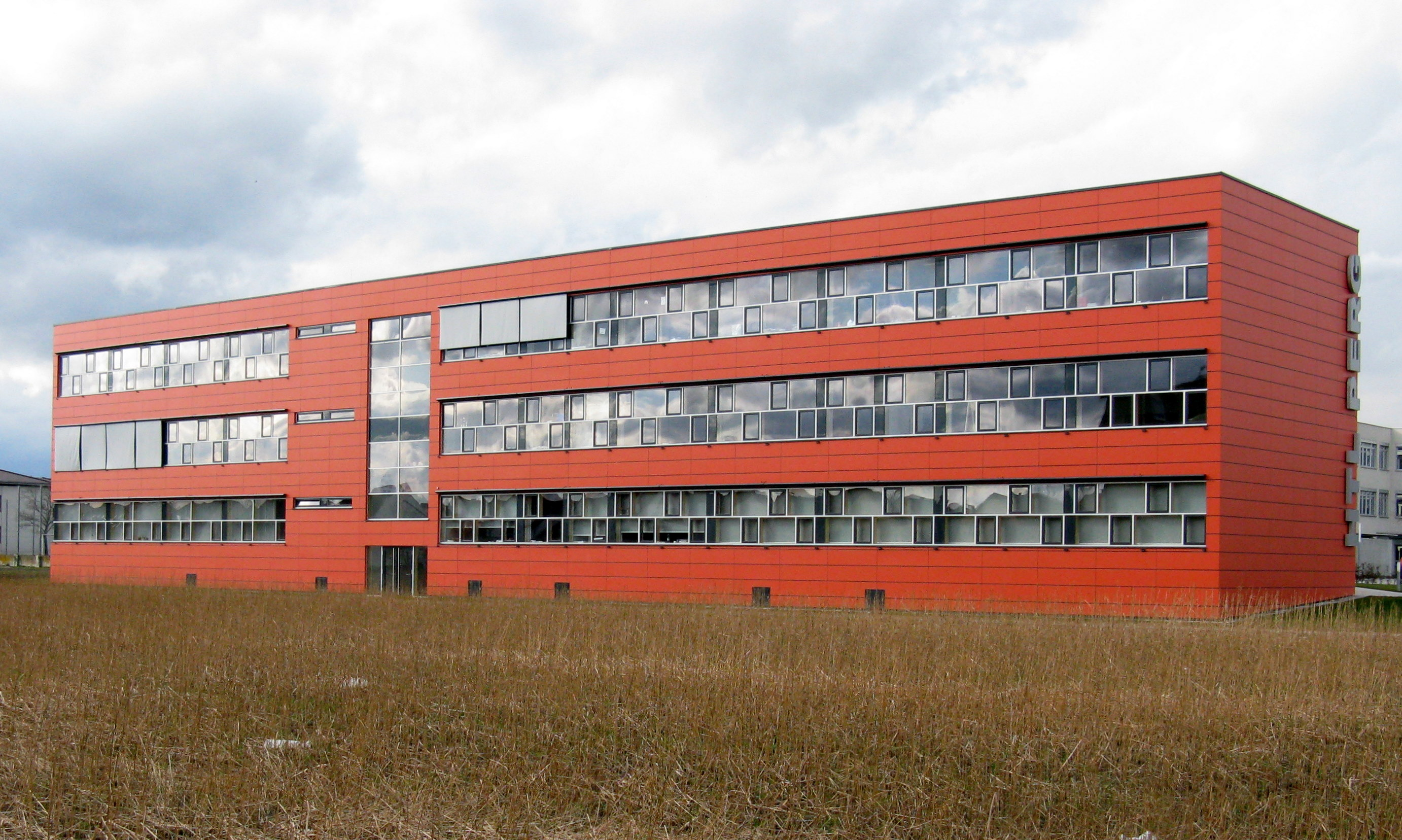
HTL Perg

Siehe Hauptartikel: HTL Perg

## Landesmusikschule Perg

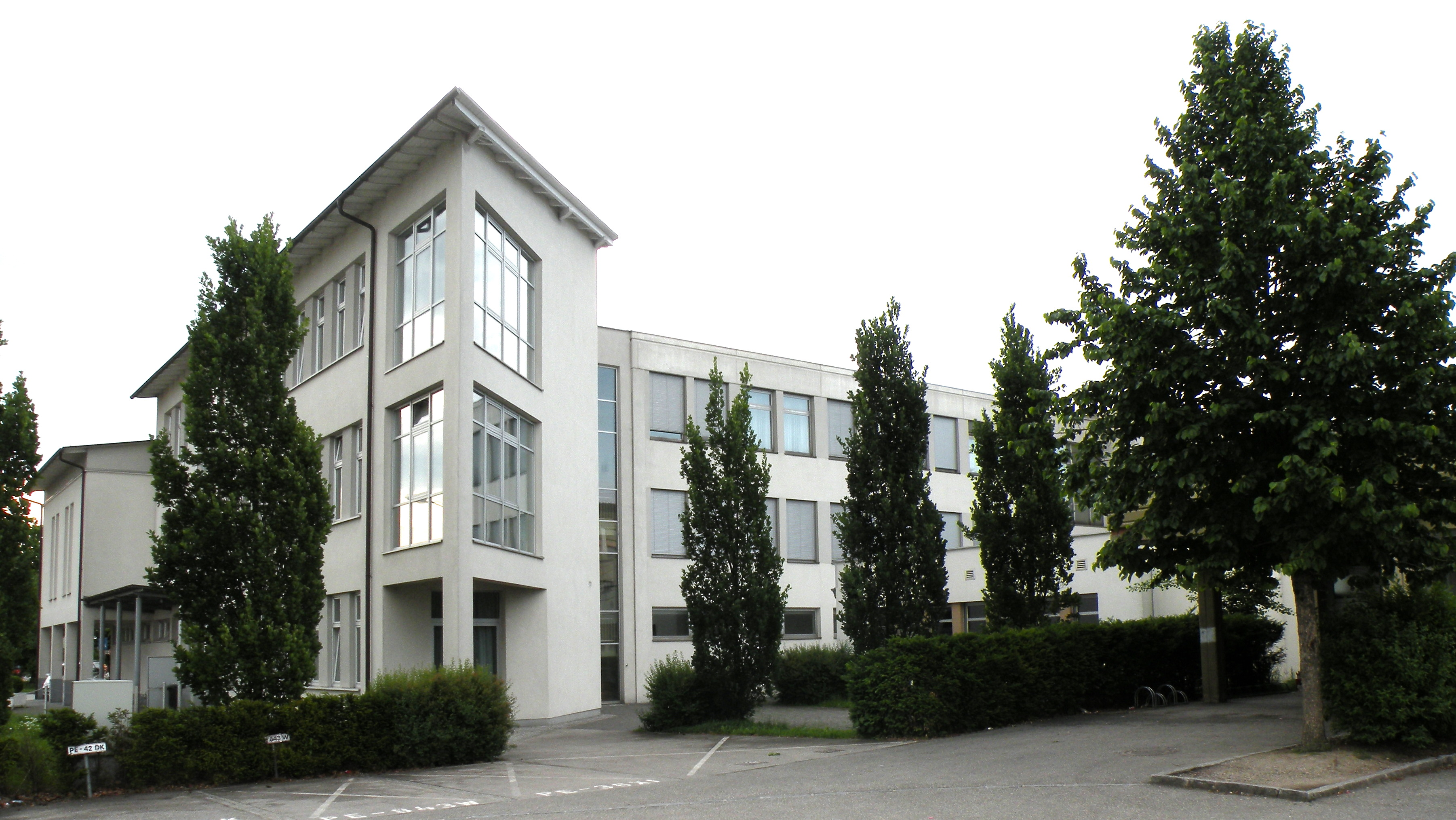
Landesmusikschule in Perg

Eine Musikschule wurde in Perg erstmals 1935 durch Volksschuldirektor Dagobert Hofstätter begonnen, vier Jahre später wieder aufgelöst. 1943 gründete die Gemeinde Perg die Kreismusikschule für Jugend und Volk, diese wurde kurz danach 1944 auf Grund der Kriegsereignisse wieder geschlossen.
Nächster Neubeginn war 1951/52 mit der Machländischen Musikschule zunächst auf Vereinsbasis und ein Jahr später als Gemeindemusikschule unter der Leitung von Johann Noggler, der die in der Alten Volksschule (Nebengebäude der Hauptschule 1) untergebrachte Schule bis 1971 führte, gefolgt von Alois Dirngrabner. Seit 1976 ist Johann Kaindl Leiter der ab 1977 vom Land Oberösterreich übernommenen Musikschule. Die Landesmusikschule in Schwertberg steht als Zweigstelle der Landesmusikschule Perg ebenfalls unter seiner Leitung. Mit dem Ausscheiden von Konsulent Johann Kaindl per 31. März 2010 wurde Johann Weilguni (bisher Direktor der Landesmusikschule Grein) als Nachfolger berufen.
1981 konnte das für 400 Musikschüler ausgelegte neuerrichtete Gebäude im Schulzentrum bezogen werden. 1994/95 waren an der Landesmusikschule Perg 709 Schüler eingeschrieben. In den Jahren 1998 bis 2000 erfolgten daher der Umbau und die Erweiterung des Schulgebäudes. 2009/10 waren 1208 Schüler eingeschrieben, davon 115 in der Zweigstelle Schwertberg. Sie wurden von 40 Lehrern unterrichtet. Auf der Warteliste stehen weitere 500 Interessierte.
Die Schule verfügt seit 2004 über eine vom ostfriesischen Orgelbauer Martin ter Haseborg gebaute Orgel. Es besteht in der Schule ein aus Lehrern und Schülern bestehendes Sinfonisches Blasorchester.